# 光華康體會
光華康體會（Kwong Wah Athletic Association，簡稱光華），原名光華體育會，成立於1931年，是香港一支老牌足球隊，曾在香港甲組足球聯賽角逐，現時於香港乙組足球聯賽作賽。

## 球隊歷史
光華體育會是香港一間老牌球會，1931年由中華電力公司文職人員組成，選出鍾亮泉為創會主席，黃漢生為名譽顧問，於1931年4月向華民署呈請立案。創會成員當中，有華人及外籍人士，包括後來成為球星的侯榕生。
光華於1936–37年加入香港丙組足球聯賽，當年球隊經費由中電負責。翌年，獲升上乙組聯賽角逐，並贏得初級銀牌冠軍。成立第三年，光華便首次升上香港甲組足球聯賽角逐。
1950年代初，光華獲得許文奎等上海來港商人支持，以一班原上海青白足球隊球員為主力，當時效力過光華的上海名將包括有：張金海、吳祺祥、陳明哲、羅壽福、嚴士鑫等。1952年11月，光華首次聘用外援南韓國腳金圭煥。
光華成績一直只是平平，在1962–63年贏得香港足球高級銀牌賽冠軍，是該會在甲組唯一的重要錦標。
1965–66年，光華在甲組聯賽12支球隊中位列包尾，宣告護級失敗，降落乙組作賽。
1972–73年，光華獲得乙組聯賽亞軍，得以重返甲組作賽，並且邀得華探長顏雄入閣，招兵買馬增強實力，包括著名守門員何容興。
1976–77年，光華在甲組聯賽名列尾二，與另一支老牌球會九巴一同降班，自此未能再重返甲組。
1977–78年，光華在香港乙組足球聯賽12支球隊名列第 11，連續兩年都要降班，宣告降落丙組作賽。
1990年夏天，因乙組聯賽擴充隊數，光華獲得升上乙組，惟於1990–91年，光華在乙組 10 支球隊中名列第 9，與第 10 名的流浪一同降回丙組作賽。

## 球隊近況
2008–09年球季，光華雖然邀得前香港足球代表隊前鋒巴貝利助陣，但在香港丙組(甲)聯賽 19 戰 5 勝 1 和 13 負得 16 分，位列第 18 名。2009–10年球季，光華以 19 戰 2 勝 6 和 11 負成績，在香港丙組(甲)聯賽名列第 18 位。
在2010–11年球季，光華邀得前甲組球員吳圳聰加盟，加強球隊後防。
香港足球總會於2012–13年球季，重組丙組聯賽，並復辦丁組聯賽。光華在上一屆香港丙組(甲)聯賽名列第18名，故需降落丁組聯賽角逐，光華邀得前香港足球代表隊前鋒羅倫士及前甲組球員凌漢宗和温子康加盟，增強實力爭取回升丙組，開季取得六連勝佳績，至2012年10月14日第七輪聯賽才與西貢朋友賽和 2–2，本季首度失分。
香港足球總會於2024–25年球季，在乙組聯賽作賽, 球隊教練由一名球員江浩敏兼任, 球隊目標以不降班為前題, 以14戰2勝3和9負得9分，第一循環排名第13，第二循環要角逐護級組。

## 球會榮譽
| 榮譽          | 次數        | 年度        |
| 本 土 盃 賽   | 本 土 盃 賽 | 本 土 盃 賽 |
| ------------- | ----------- | ----------- |
| 高級銀牌 冠軍 | 1           | 1962–63年   |
| 初級銀牌 冠軍 | 1           | 1937–38年   |

## 著名球員
本地球員
- 侯榕生、張金海、吳祺祥、羅壽福、嚴士鑫、翁培佐、孔繁熙、倪世成、梁育才、張子岱、何容興、巴貝利、吳圳聰、羅倫士、凌漢宗

外援球員
- 郭華勞（英语：Greg Fellows）
- 金圭煥、閔九鎬、林泰柱、丁圭慶
- 孔憲恩、康金、屈登